# Финтинеле (Горж)
Финтинеле (рум. Fântânele) — село у повіті Горж в Румунії. Входить до складу комуни Урдарі.
Село розташоване на відстані 223 км на захід від Бухареста, 28 км на південь від Тиргу-Жіу, 64 км на північний захід від Крайови.

## Населення
За даними перепису населення 2002 року у селі проживали 985 осіб, усі — румуни. Усі жителі села рідною мовою назвали румунську.